# PGC 4
Bei LEDA/PGC 4 handelt es sich um eine Spiralgalaxie vom Hubble-Typ Sc, die sich rund 200 Millionen Lichtjahre entfernt im Sternbild Pegasus befindet.
Die Galaxie liegt bei einer Rektaszension von 00h 00m 03,51s und einer Deklination von +23° 05′ 15,1″ (Epoche J2000.0).

## Erscheinungsbild
Mit einem scheinbaren Durchmesser von 1,1 × 0,1 Bogenminuten erscheint PGC 4 sehr flach; auf ihrer längsten Achse ist sie rund 27-mal kleiner als der ungefähre scheinbare Monddurchmesser von der Erde aus (≈ 30′). Aufgrund dieser Tatsache sowie einer ermittelten scheinbaren Helligkeit von 14,63 Magnituden (ca. 30.000-mal dunkler als die bei dunklem Himmel sichtbare Andromedagalaxie) ist PGC 4 für das bloße menschliche Auge vollständig unsichtbar.

## Physikalische Eigenschaften
Sie besitzt eine Rotverschiebung von z = 0,01488 und die daraus errechnete Entfernung liegt bei 60,65 ± 4,26 Megaparsec (ca. 200 Millionen Lichtjahren). Vom Sonnensystem aus entfernt sich PGC 4 mit einer errechneten Radialgeschwindigkeit von 4.460,91 ± 2,10 Kilometern pro Sekunde.